# دوري جرينلاند لكرة القدم 2006
دوري جرينلاند لكرة القدم 2006 هو موسم من دوري جرينلاند لكرة القدم. فاز فيه Nagdlunguaq-48 ‏.